# غذاء الرضع
غذاء الرضع هي ممارسة إطعام الرضّع، حيث يوفر حليب الثدي أفضل تغذية بالمقارنة مع حليب الأطفال، وعادةً ما يتم تقديم الأطعمة الصلبة للرضّع في عمر أربعة إلى ستة أشهر تقريباً.
تساعد الرضاعة الطبيعية على الوقاية من فقر الدم، السمنة، متلازمة موت الرضع المفاجئ ويعزز صحة الجهاز الهضمي والمناعة والذكاء وتطور الأسنان. توصي الأكاديمية الأمريكية لطب الأطفال بإطعام الرضيع حليب الثدي حصرياً خلال الأشهر الستة الأولى من حياته والاستمرار لمدة عام أو أكثر حسب رغبة الرضيع والأم، وتنص على أن الصيغة هي "بديل مقبول". تاريخياً، كانت الرضاعة الطبيعية هي الخيار الوحيد للتغذية وإلا سيموت الرضيع، ونادراً ما يتم منع الرضاعة الطبيعية، ولكن لا ينصح بها للأمهات اللاتي يعالجن من السرطان، المصابات بالسل النشط، فيروس نقص المناعة البشرية، تعاطي المخدرات أو سرطان الدم. ويمكن استشارة الأطباء لتحديد أفضل مصدر لتغذية الرضع لكل طفل.

## متطلبات تغذية الرضّع

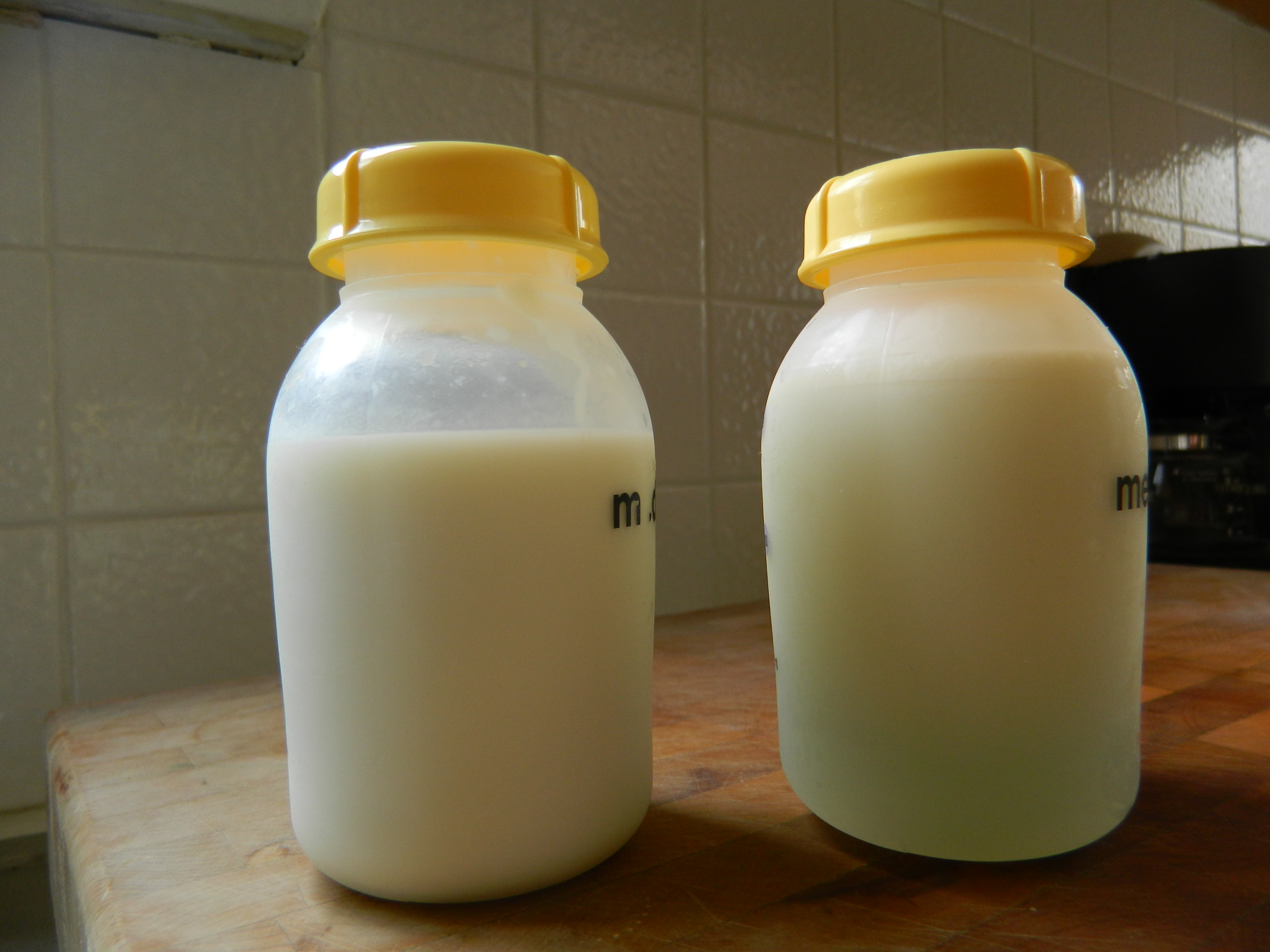
التركيبة (الزجاجة اليسرى) وحليب الثدي الذي يتم ضخه (الزجاجة اليمنى).

تتطلب التغذية السليمة للرضّع توفير المواد الأساسية التي تدعم النمو الطبيعي والأداء والتطور ومقاومة العدوى والأمراض، ويمكن تحقيق التغذية المثالية من خلال اتخاذ الأم الحامل قرار الرضاعة الطبيعية أو الرضاعة الصناعية للرضيع قبل الولادة والاستعداد للقرار المختار.

### من الولادة إلى ستة أشهر
توصي منظمة الصحة العالمية ومنظمة الصحة للبلدان الأمريكية حالياً بإطعام الرضّع حليب الثدي فقط خلال الأشهر الستة الأولى من الحياة. إذا كان الطفل يتغذى على حليب الأطفال، فيجب أن يكون غنياً بالحديد، ونادراً ما يحتاج الرضيع الذي يتلقى حليب الثدي حصرياً خلال الأشهر الستة الأولى إلى فيتامينات أو معادن إضافية. ومع ذلك، قد تكون هناك حاجة إلى الفيتامينات D وB12 إذا لم تحصل الأم المرضعة على كمية مناسبة من هذه الفيتامينات. في الواقع، تقترح الأكاديمية الأمريكية لطب الأطفال أن يتناول جميع الرضّع سواء كانوا يرضعون طبيعياً أم لا مكملات فيتامين د خلال الأيام الأولى من الحياة للوقاية من نقص فيتامين د أو الكساح. سيحتاج الأطفال الذين يرضعون رضاعة طبيعية حصرية أيضاً إلى مكملات الحديد بعد أربعة أشهر؛ لأن الحديد لا يكفي في هذه المرحلة من حليب الثدي.

### الحليب الصناعي
يمكن استخدام حليب الأطفال الصناعي بدلاً من حليب الثدي أو بالإضافة إليه بسبب خيارات نمط الحياة أو انخفاض كمية الحليب أو غيرها من المشكلات التي تمنع الرضاعة الطبيعية، إذا كان الطفل يعاني من عدم تحمل اللاكتوز، فقد يلجأ إلى تركيبات تحتوي على الصويا أو تركيبات خالية من اللاكتوز.
ومن المهم أن نعرف أن بعض الأطعمة مقيدة للرضّع على سبيل المثال، سواء أكانوا يرضعون من الثدي أو من الزجاجة لا يحتاجون إلى سوائل إضافية خلال الأشهر الأربعة الأولى من الحياة. الإفراط في تناول السوائل الإضافية أو المكملات الغذائية يمكن أن يكون له آثار ضارة، لذا لا يُنصح بتناول السوائل إلى جانب حليب الثدي البشري أو حليب الأطفال الغني بالحديد. هذه البدائل مثل الحليب والعصير والماء لا تحتوي على ما يحتاجه الرضيع للنمو والتطور، ولا يمكن هضمه بشكل صحيح كما أنها معرضة لخطر التلوث بشكل كبير، لكن الماء مقبول فقط لخلط حليب الأطفال ويجب أيضاً تجنب العسل نظراً لوجود خطر كبير للإصابة بالتسمم الغذائي.

### الرضاعة الطبيعية
يختلف تواتر الرضاعة الطبيعية بين كل زوج من الأم والرضيع، والعوامل المساهمة هي العمر والوزن والنضج وقدرة المعدة وإفراغ المعدة للرضيع، وكذلك القدرة التخزينية التي تمتلكها الأم من حليب الثدي. عادة، تتم الرضعات من ثماني إلى اثنتي عشرة مرة يومياً للرضّع الذين يرضعون رضاعة طبيعية. في وقت مبكر، قد لا يصدر الرضّع إشارة عندما يشعرون بالجوع لذلك يتم تعليم الوالدين إطعام الرضيع كل ثلاث ساعات خلال النهار وكل أربع ساعات أثناء الليل حتى لو كان إيقاظ الرضيع مطلوباً، وتستمر الرضعات لمدة 30-40 دقيقة في البداية، أو 15-20 دقيقة لكل ثدي في حالة الرضاعة الطبيعية، ومع نضوج الرضيع تقل فترات الرضاعة. وغالباً ما تكون التغذية مهمة لتعزيز النمو والتطور الطبيعي، والحفاظ على إنتاج الحليب لدى الأمهات المرضعات.

### الأطعمة الصلبة
لا ينبغي تقديم الأطعمة الصلبة إلا عند عمر أربعة إلى ستة أشهر، ويتأخر ذلك لأن الرضيع غير قادر على هضم الأطعمة الصلبة بشكل صحيح، حيث يولد الأطفال ولديهم منعكس لامتصاص الحليب، وليس لديهم القدرة على دفع الطعام بعيداً لذلك، إذا تم إعطاء المواد الصلبة، فإنه يعتبر تغذية قسرية.

### مولود جديد
يستهلك الأطفال حديثي الولادة عادةً نصف أونصة في أول يومين بعد الولادة، ولكنهم سيزيدون تدريجياً إلى أونصة واحدة أو 3 أونصات حتى أسبوعين بعد الولادة. سيبدأون بشرب 2 إلى 3 أونصات. يجب أن تتوقعي إرضاع الطفل كل 8 إلى 12 مرة يومياً خلال 24 ساعة، وسيحتاج الأطفال حديثي الولادة إلى الرضاعة طوال الليل حتى تتمكن معدتهم من الاحتفاظ بالمزيد من السوائل والتغذية.

### شهرين
سيبدأ الأطفال في عمر شهرين بشرب 4 إلى 5 أونصات كل 3 إلى 4 ساعات.

### 4 أشهر
يجب أن يشرب الطفل البالغ من العمر 4 أشهر 4-6 أونصات كل 4 ساعات.

### 6 أشهر
يجب أن يشرب الطفل البالغ من العمر 6 أشهر 6-8 أونصات كل 4-5 ساعات.

### بدء أكل المواد الصلبة

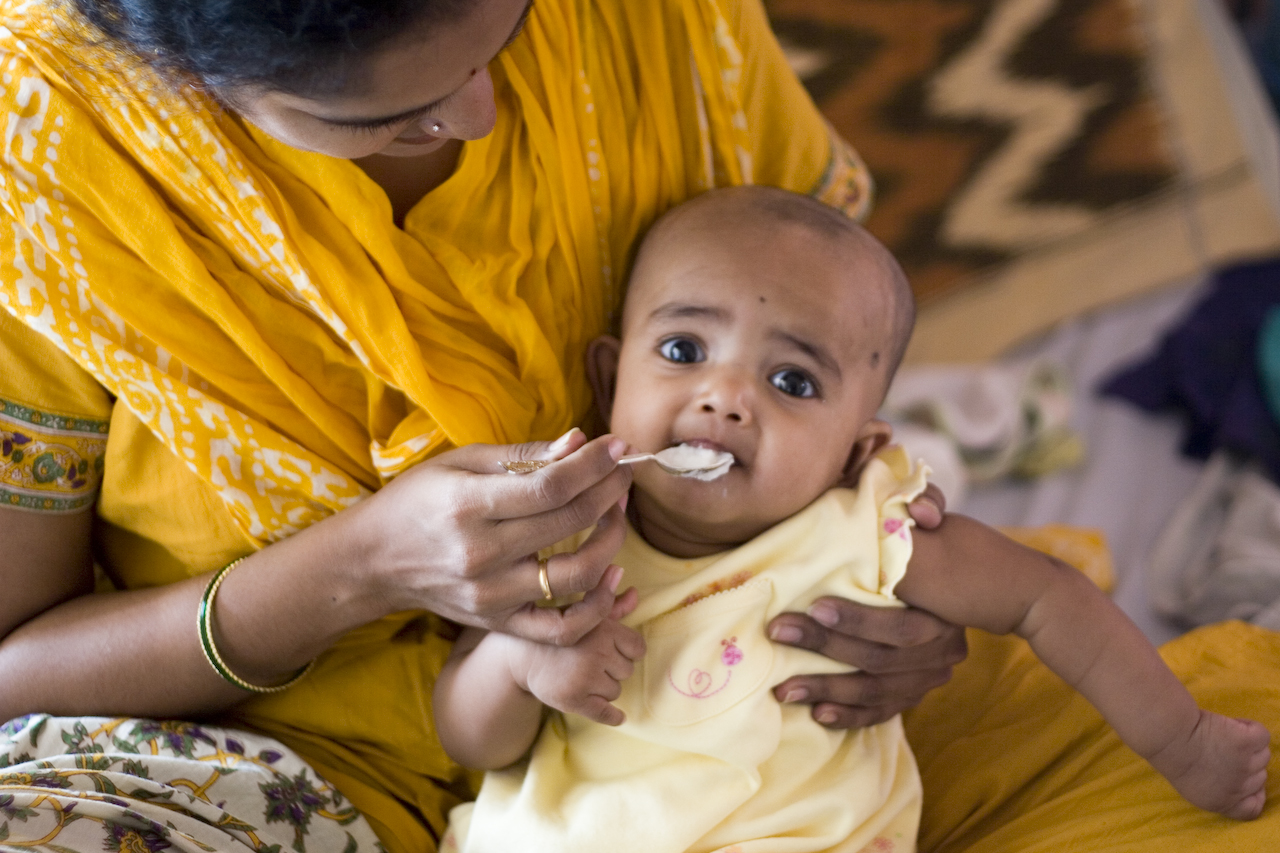
تحصل على أول ملعقة من الأرز.

يجب تقديم الأطعمة الصلبة ابتداءً من ستة أشهر فصاعداً وينبغي تجنب الملح والسكر واللحوم المصنعة والعصائر والأطعمة المعلبة، ويظل حليب الثدي أو حليب الأطفال الصناعي هو المصدر الأساسي للتغذية خلال هذه الأشهر، بالإضافة إلى الأطعمة الصلبة. ويمكن تقديم الأطعمة الصلبة خلال هذا العمر لأن الجهاز الهضمي قد نضج ويمكن هضم المواد الصلبة بسهولة أكبر، وتكون الاستجابات التحسسية أقل احتمالاً. ويكون قد بدأ الرضيع بالتسنين الآن، مما سيساعده على مضغ الطعام الصلب. ومن المعالم الأخرى التي ربما يكون الرضيع قد وصل إليها الآن هو دعم رأسه وإدارته بشكل صحيح، وقد يفعلون ذلك للتعبير عن عدم إعجابهم ببعض الأطعمة. وقد تطور الرضيع أيضاً بما يكفي للمشاركة في الرضاعة عن طريق الإمساك بالزجاجات وقطع الطعام لإطعام نفسه.
عند البدء بتناول الأطعمة الصلبة من المهم أن يبدأ الرضيع بتناول المواد الصلبة التي تحتوي على الحدي، حيث يقوم الأطفال بتخزين الحديد من الرحم وبحلول عمر 6 أشهر يكون قد استنفد من الجسم. كانت حبوب الأطفال المدعمة بالحديد هي أول مادة صلبة يتم تقديمها تقليدياً بسبب محتواها العالي من الحديد، ويمكن صنع الحبوب من الأرز أو الشعير أو دقيق الشوفان. ومع ذلك، هناك اقتراحات متزايدة بأن الأطعمة الكاملة الغنية بالحديد، مثل اللحوم والبقوليات، قد تكون خياراً أفضل من الأطعمة المصنعة المدعمة بالحديد مثل حبوب الأرز المصنعة.

## الفوائد الصحية لحليب الثدي

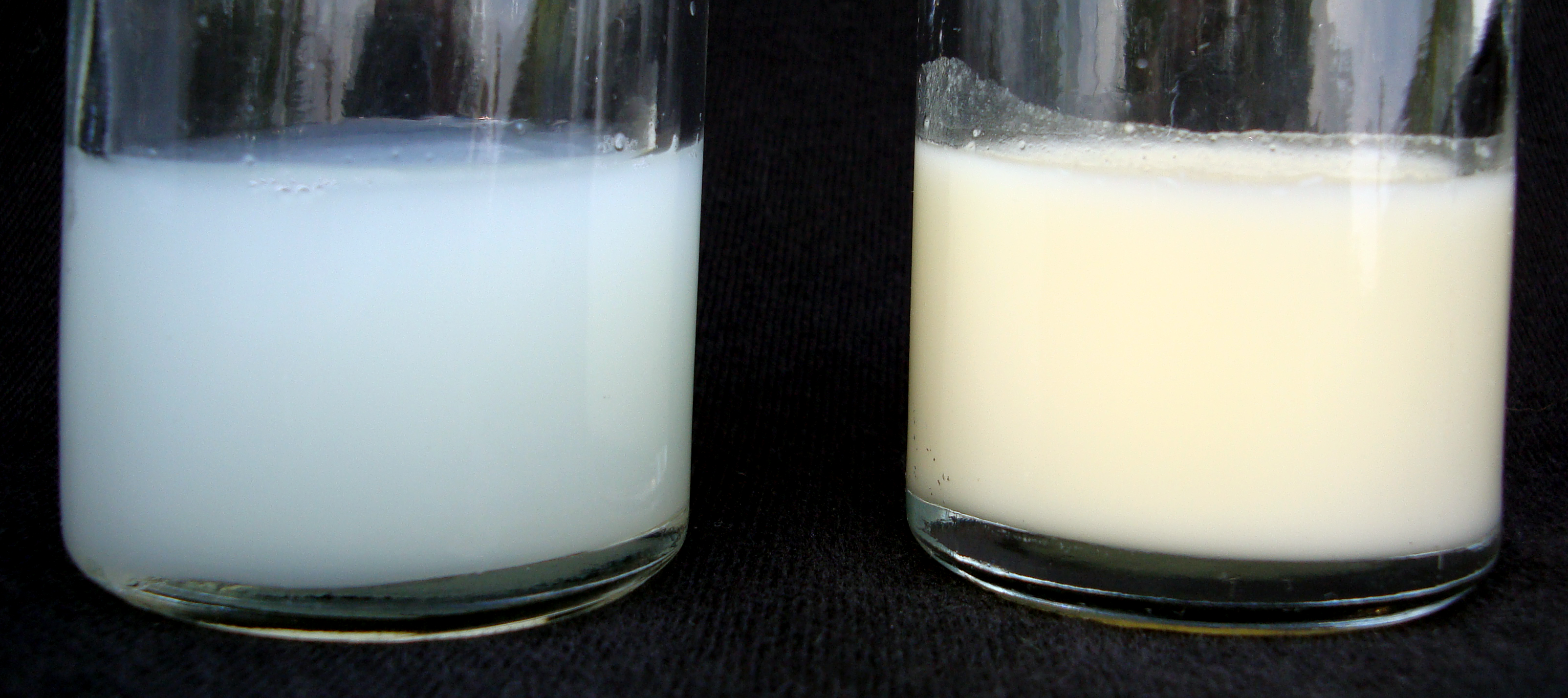
الحليب الأول (يسار) على نسبة عالية من الماء ومحتوى أقل من الدهون لإشباع العطش. يحتوي حليب الهند (على اليمين) على محتوى مائي أقل ومحتوى دهني أعلى لإشباع الجوع.

يصاب حوالي 27% من الرضّع والأطفال كل عام في الولايات المتحدة بالمرض. يمكن أن تقلل الرضاعة الطبيعية من خطر الإصابة بأمراض الجهاز التنفسي والجهاز الهضمي وغيرها من الأمراض التي قد تهدد الحياة، فهو يوفر الحماية ضد السمنة ومرض السكري في وقت لاحق من الحياة أيضاً. ثبت أن حليب الثدي يختلف كيميائياً بين كل أم ورضيع على سبيل المثال، سيكون حليب أم الرضيع الخديج مختلفاً عن حليب أم الرضيع الناضج. ويمكن أن يتغير حليب الثدي أيضًا اذا تم اكتشاف إصابة لدى الرضيع. تم تصميم هذه الوقاية الطبيعية لتناسب كل رضيع.

### الوقاية من فقر الدم
الرضّع الذين يرضعون رضاعة طبيعية هم أقل عرضة للإصابة بفقر الدم الناجم عن نقص الحديد، والرضّع الذين يستهلكون حليب البقر فقط يصابون بنقص الحديد ويكونون أكثر عرضة بنسبة 50٪ لفقد الدم في البراز، وإذا كان لدى الرضيع حساسية من حليب البقر فإن ذلك يسبب التهاباً في الجهاز الهضمي، مما يؤدي إلى فقدان الدم بشكل مزمن وانخفاض امتصاص الحديد، ولهذا السبب يجب أن تكون تركيبة حليب الأطفال غنية بالحديد إذا كانت الرضاعة الطبيعية غير ممكنة. يحتوي حليب الثدي بشكل طبيعي على اللاكتوفيرين، وهو بروتين مرتبط بالحديد يسمح بامتصاص الحديد وهضمه بشكل أفضل. إن السماح للطفل بامتصاص المزيد من الحديد يؤدي إلى تحسين صحة أمعائه.

### منع السمنة
يميل الرضّع الذين يرضعون رضاعة طبيعية إلى انخفاض معدل الإصابة بالسمنة في وقت لاحق من الحياة، حيث يؤدي حليب الثدي إلى زيادة أبطأ في الوزن في مرحلة الطفولة المبكرة، كما أنه يحمي من السمنة لدى الأطفال وتطور مرض السكري من النوع الثاني. يعد مرض السكري مشكلة صحية خطيرة حيث لا يستخدم الجسم الأنسولين بشكل صحيح ويمكن أن يسبب هذا التشخيص العديد من المضاعفات للجلد والعينين والقدمين والجهاز العصبي والقلب والكلى. لذلك، من المهم الوقاية من مرض السكري قدر الإمكان، لأنه يترافق مع السمنة.
عندما يرضع الطفل رضاعة طبيعية، فإنه يتعرض لمجموعة متنوعة من النكهات بسبب النظام الغذائي المتغير للأم وحليب الثدي. أظهرت دراسة أن الأطفال الذين يرضعون رضاع طبيعية في وقت لاحق من حياتهم يكونون أكثر عرضة لتناول مجموعة متنوعة من الأطعمة الصحية، ويحدث هذا لأن تفضيلات الطعام متأصلة في وقت مبكر من الحياة. لذلك، عندما يتعرض الرضيع لمجموعة متنوعة من النكهات في وقت مبكر، فمن غير المرجح أن يكون من الصعب إرضاءه عند تناول الطعام في وقت لاحق، وأكدت دراسة أخرى انخفاضاً في السمنة عند عمر السنتين والأربع سنوات إذا تم إرضاع الطفل رضاعة طبيعية حصرية خلال الأشهر الأربعة الأولى على الأقل  لذا تعتبر الرضاعة الطبيعية من حليب الثدي ذات قيمة غذائية عالية وخطر منخفض للإصابة بالسمنة.

### الوقاية من متلازمة موت الرضع المفاجئ (SIDS)

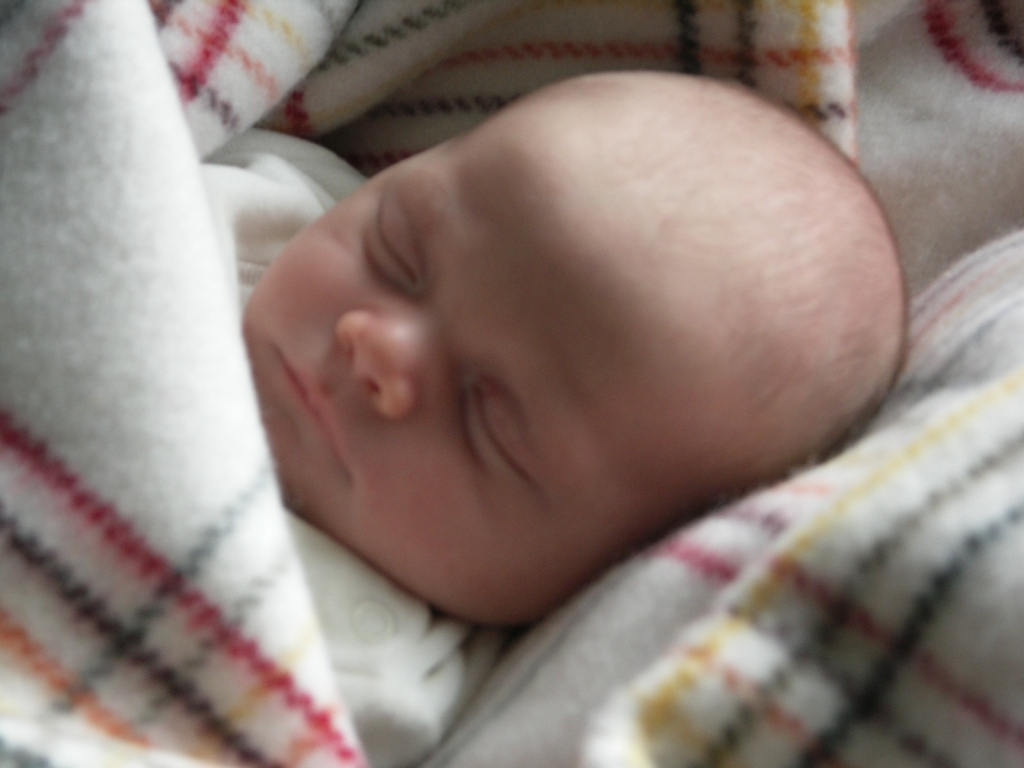
نوم الرضيع

SIDS (الموت السريري) هو موت غير مبرر يحدث لرضيع يبلغ من العمر سنة واحدة أو أقل، وتحدث معظم الوفيات عندما يكون الرضيع نائماً. تساعد الرضاعة الطبيعية على تقليل خطر الإصابة بمتلازمة موت الرضيع المفاجئ (SIDS) عند القيام بها حصرياً لأي فترة زمنية. ويوصى بإرضاع الطفل رضاعة طبيعية منذ الولادة وحتى 6 أشهر فقط لتقليل خطر الإصابة بمتلازمة موت الرضيع المفاجئ بنسبة 50%. يحدث الإسهال وأمراض الجهاز التنفسي العلوي، المرتبطان بارتفاع خطر الإصابة بمتلازمة موت الرضيع المفاجئ (SIDS)، بشكل أقل تكراراً عند الرضع الذين يرضعون رضاعة طبيعية مقارنة بالأطفال الذين لا يرضعون طبيعياً؛ مما يقلل من المخاطر. كما يوفر حليب الثدي التغذية اللازمة لنمو دماغ الرضيع وهذا يسمح لدماغ الطفل أن ينضج بسرعة كافية حتى يكون لديه الاستجابة للهواء عند الحاجة. وأخيراً، يميل الأطفال الذين يرضعون رضاعة طبيعية إلى النوم لفترات أقصر في كل مرة ويستيقظون بسهولة أكبر. حيث أظهرت الأبحاث أن الأطفال الذين ينامون لفترة أقصر ويستيقظون من نومهم بسهولة يميلون إلى انخفاض خطر الإصابة بمتلازمة موت الرضيع المفاجئ (SIDS). بشكل قاطع، تحدث معظم الحالات عندما يكون الرضيع نائماً، لذلك من المهم الرضاعة الطبيعية حصرياً لتقليل حدوث متلازمة موت الرضيع المفاجئ.

### تعزيز صحة الجهاز الهضمي
حليب الثدي مهم للجهاز الهضمي للرضيع، وهو أفضل مادة يمكن تقديمها خاصة مع حليب البقر. ولأنّ الأطفال لا يستطيعون هضم الدهون بشكل صحيح، والتي يمتلئ بها حليب البقر. يحتوي حليب الثدي على الكثير من الدهون أيضاً ولكنه يحتوي أيضاًعلى الليباز، وهي مادة تساعد على تكسير الدهون للمساعدة في عملية الهضم، يؤدي هذا إلى خروج براز أكثر ليونة عند الرضع، لذا فإن الإمساك نادر عند الرضع الذين يرضعون طبيعياً. كما يسمح حليب الإنسان للبكتيريا المفيدة بالنمو في أمعاء الرضيع؛ مما يحمي الحاجز المخاطي لمعدة الرضيع، وهذا يمنع مسببات الأمراضالضارة من الإضرار ببطانة أمعاء الرضيع. لا يتمكن الغشاء المخاطي في الجهاز الهضمي للرضيع من إنتاج الأجسام المضادة حتى يبلغ عمره حوالي أربعة إلى ستة أشهر، مما يجعل الرضيع عرضة للعديد من أنواع العدوى. ومع ذلك، يوفر حليب الثدي الأجسام المضادة اللازمة للرضيع ليظل محميًا حتى يتمكن من إنتاج الأجسام المضادة الخاصة به. يحفز حليب الثدي أيضاً الكائنات الحية الدقيقة، مما يؤدي إلى إنتاج IgA. IgA هو الجلوبيولين المناعي الذي يعد خط الدفاع الأول لحماية الجهاز الهضمي للرضيع، ويكون هذا الغلوبولين المناعي أعلى بكثير عند الرضع الذين يرضعون من الثدي مقارنة بالرضع الذين يتغذون على تركيبة الرضع.

### تعزيز المناعة

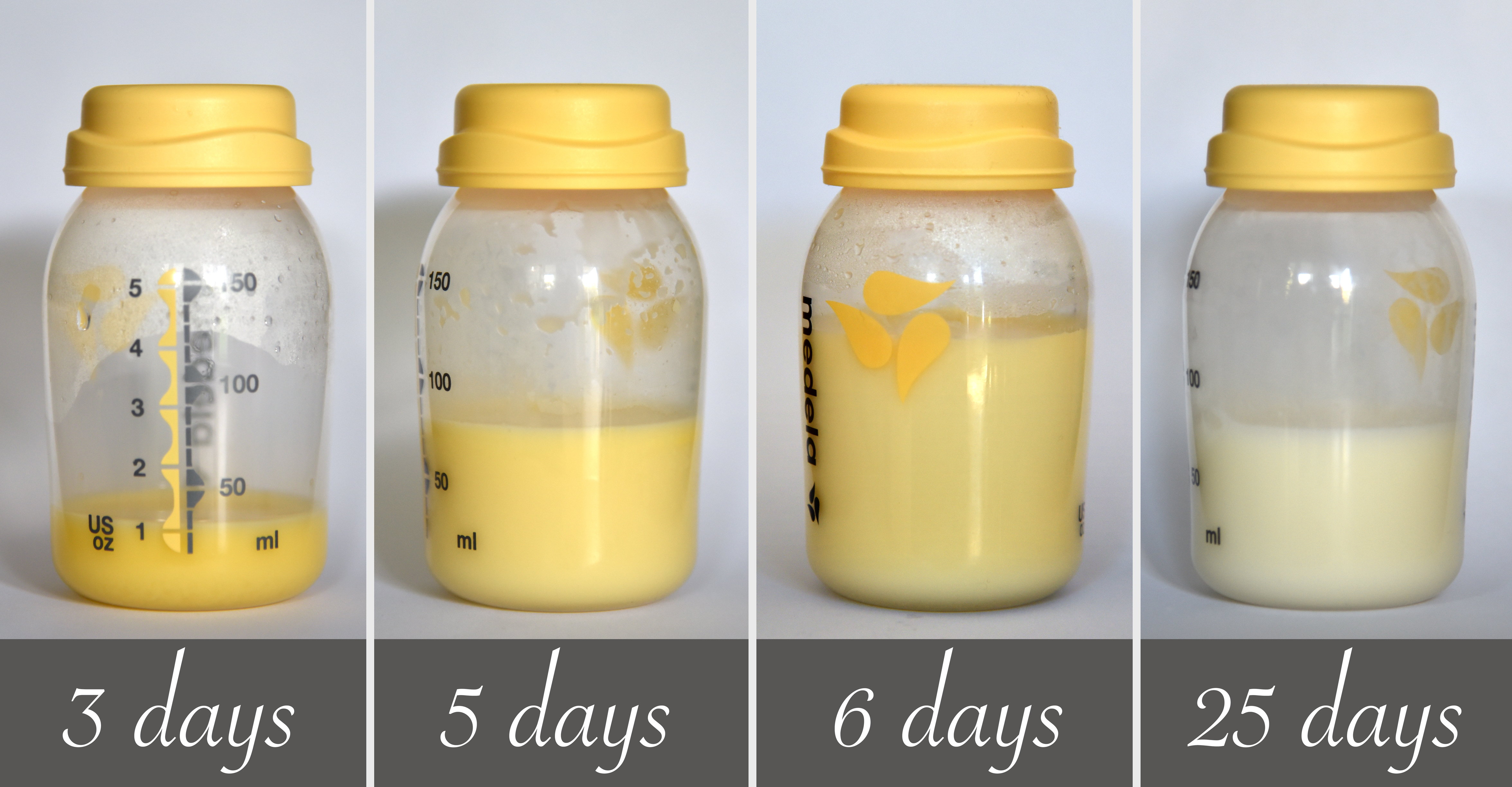
حليب الثدي. (أيام بعد الولادة)

يعتبر اللبأ مصدراً رائعاً لتغذية الطفل حديث الولادة، وهو عبارة عن سائل أصفر سميك تفرزه الأم أولاً بعد الولادة. يحتوي على عناصر غذائية قيمة تساعد الطفل على بناء مناعة الطفل لأنه يساعد في تدمير الفيروسات المسببة للأمراض. وتشمل فوائد اللبأ الأخرى: الوقاية من اليرقان، مساعدة الطفل على إخراج برازه الأول، بناء نظام مناعة قوي، توفير عدد كبير من الفيتامينات والبروتينات ومنع انخفاض نسبة السكر في الدم عند الأطفال. بشكل عام، فإن السائل اللزج السميك الأصفر المسمى اللبأ له فوائد عديدة للطفل حديث الولادة والتي لا يمكن تقديمها للطفل إلا من خلال الرضاعة الطبيعية.
يحتوي حليب الثدي أيضاً على بروتين أكثر بكثير من حليب البقر، حيث يحتوي على 60% بروتين بينما يحتوي حليب البقر على 40% بروتين فقط. إنَّ إالبروتين مهم جداً للرضّع لأنهم يحتاجون إلى كمية أكبر من البروتين لكل رطل مقارنة بالبالغين. خلال الأشهر القليلة الأولى من حياتهم، يجب أن يأتي هذا البروتين من حليب الثدي أو حليب الأطفال، ولا يمكن أن يأتي من حليب البقر. أحد البروتينات المحددة الموجودة في حليب الثدي هو اللاكتوفيرين، وهو مثبط للجراثيم، مما يعني أنه يمنع نمو البكتيريا الضارة. ودون هذا البروتين، لا يستطيع الطفل إنتاج المناعة التي يحتاجها جسمه بشدة؛ مما يؤدي إلى زيادة خطر الإصابة بالأمراض وسوء التغذية، لذا يوفر حليب الثدي أفضل مصدر للبروتين للرضيع.
يُعرف حليب الثدي الغلوبولين المناعي الآخر للرضيع باسم IgG. يوفر IgG مناعة سلبية من الأم إلى الرضيع. وهذا يعني أن الأجسام المضادة لأمراض الطفولة الشائعة مثل الخناق والحصبة وشلل الأطفال والحصبة الألمانية تنتقل إلى الرضيع بشكل طبيعي، إذا تم تحصين الأم ضد هذه الأمراض في حياتها يتم بعد ذلك حماية الرضيع لمدة 3 أشهر تقريباً، وهو ما يكفي من الوقت لحمايته حتى يتلقى التطعيمات الأولى عند عمر شهرين.

### تعزيز الذكاء
يريد الآباء عموماً أن يكون طفلهم ذكياً قدر الإمكان وأن يتفوق في المدرسة. الرضاعة الطبيعية للرضيع يمكن أن تزيد من ذكائه طوال حياته، الأمهات اللاتي يرضعن أطفالهن رضاعة طبيعية حصرية لديهن فرصة أكبر لزيادة ذكاء أطفالهن. أظهرت الدراسات أن الرضع الذين يرضعون رضاعة طبيعية لمدة ستة أشهر مقارنة بالرضع الذين يرضعون رضاعة طبيعية لمدة شهر واحد فقط يتمتعون بدرجة ذكاء أعلى. يميل هؤلاء الأطفال إلى الحصول على درجة ذكاء أعلى في الصفين الثالث والخامس، كما أن درجات ذكائهم تكون أعلى أيضاً في سن 15 عامًا. تساعد الرضاعة الطبيعية في تطوير النضج المعرفي الذي يؤدي إلى ارتفاع مستوى الذكاء. ومع ذلك، فإن هذا يرتبط فقط بالأطفال الذين رضعوا رضاعة طبيعية حصرية من أمهاتهم عندما كانوا رضعاً.

### تعزيز صحة الفم
تسوس الأسنان (المعروف أكثر باسم تسوس الأسنان أو تجاويفها) هو أكثر أمراض الطفولة المزمنة شيوعاً. يمكن أن يكون الانتقال من الرضاعة الطبيعية أو الرضاعة بالزجاجة وقتاً صعباً لكل من الوالدين والرضيع. والأهم من ذلك، أنه يمثل وقتاً يبدأ فيه خطر الإصابة بتسوس الأسنان مع بزوغ أسنان الطفل الأولى. عادةً ما يتزامن الانتقال من الرضاعة الطبيعية/الرضاعة بالزجاجة مع إدخال الأطعمة الصلبة التي قد تحتوي على مواد (مثل السكريات والكربوهيدرات الأخرى) التي يمكن أن تسبب تسوس الأسنان. إن استهلاك حليب البقر وغيره من المشروبات غير حليب الأم (مثل العصائر) في عمر 6 أسابيع إلى 12 شهراً يساهم بشكل كبير في تسوس الأسنان عند عمر 5 سنوات. هناك علاقة بين الاستخدام المطول وغير المناسب للزجاجة وزيادة تسوس الأسنان، وعلى هذا النحو يوصى بتشجيع الرضع على الشرب من الكوب بحلول عيد ميلادهم الأول وفطامهم عن الزجاجة بحلول عمر 12-14 شهراً. ويعتمد التوقف عن الرضاعة الطبيعية على الرضيع والأم. يمكن استخدام اللهاية كوسيلة لتهدئة الرضيع أو تشتيت انتباهه. نظراً لخطر تسوس الأسنان لا يُنصح بغمس اللهايات في السوائل المحلاة (مثل الماء والسكر والعصير وما إلى ذلك).

## تاريخ الرضاعة الطبيعية
كانت الرضاعة الطبيعية في عصور ما قبل التاريخ هي الطريقة الوحيدة لتغذية الأطفال، لم يكن هناك بديل مقبول للحليب البشري لفترة طويلة. في القرن الأول الميلادي، اكتشف الفلاسفة أهمية حليب الثدي مقارنة بأي بديل آخر. ولخّص إلى أن الرضاعة الطبيعية تساعد الأم والرضيع على إقامة علاقة عاطفية. لا تزال القيمة الغذائية غير مفهومة تماماً، ولكن يُعتقد أنه من خلال الرضاعة، لا يكتسب الرضيع الطاقة فحسب بل يكتسب أيضاً خصائص وشخصية الشخص الذي يتغذى منه. واقترح أن يتم إرضاع الأطفال رضاعة طبيعية لأطول فترة ممكنة، وكثيرون منهم كانوا يرضعون رضاعة طبيعية حتى عمر سنتين إلى ثلاث سنوات.
ولم يتم فهم أهمية حليب الثدي حقاً إلا بعد مرور 16 قرناً، في عام 1748، في كتاب "مقالة عن التمريض وإدارة الأطفال من ولادتهم إلى سن ثلاث سنوات" بقلم كادوجان، تم التعرف على اللبأ باعتباره مادة مسؤولة عن القضاء على العقي، والوقاية من أمراض الأمهات والأطفال. كما كان يُعتقد أن الرابطة تنشأ إذا أرضعت الأم طفلها من ساعة ولادته. حيث أصبحت الرضاعة الطبيعية وتقديم الطعام الصلب قبل أن يبلغ الطفل ستة أشهر معارضة الآن، وانخفضت معدلات الوفيات بمجرد قبول قيمة الرضاعة الطبيعية. وأولئك الذين استمروا في تغذية أطفالهم الرضع بالبدائل مثل الحبوب وحليب البقر والمرق في وقت مبكر جداً، أدى إلى إصابة الرضيع بالاسقربوط والكساح ومشاكل في الجهاز الهضمي وحصوات الكلى.
واستمر العلماء في القرن التاسع عشر، حيث ربطوا المعدلات المرتفعة للوفيات ونقص التغذية بعدم وجود أطفال يرضعون رضاعة طبيعية. وأخيراً، أصبح يُنظر إلى الرضاعة الطبيعية على أنها الخيار الأفضل والوحيد لتغذية الرضع قبل ستة أشهر. ومع ذلك، في عام 1847، عندما تم صنع أول تركيبة تجارية، شجعت على استخدام الزجاجات، ويرجع ذلك جزئياً إلى تلقي الثديين دلالة جنسية خلال هذا الوقت. مع الترويج لحليب الأطفال الصناعي، شهد النضال الطويل من أجل الرضاعة الطبيعية تراجعاً كبيراً. وقد اجتمعت المنظمات التي لاحظت ذلك لتشجيع الرضاعة الطبيعية مرة أخرى، ومن بينها حركة الولادة الطبيعية، ومبادرة المستشفيات الصديقة للأطفال التي أطلقتها منظمة الصحة العالمية، وصندوق الطوارئ الدولي للأطفال التابع للأمم المتحدة (اليونيسيف). وفي عام 1990، دفعت هذه المنظمات إلى حماية وتعزيز "حليب الأم هو أفضل غذاء للأطفال الرضع". ولا تزال هذه القيمة صحيحة حتى اليوم. وتشمل العوامل التي أدت إلى زيادة معدلات الرضاعة الطبيعية في الآونة الأخيرة المرافق التي تشجع الأمهات على ملامسة جلد الرضيع بعد الولادة، تشجيع بدء الرضاعة الطبيعية والمرافق التي تشجع على البقاء في الغرفة، حيث يمكن للأم مراقبة إشارات التغذية أثناء بقاء الرضيع في غرفتها.
هناك معتقدات ومفاهيم خاطئة مختلفة تتعلق بتغذية الأطفال وتحديداً موضوع الرضاعة الطبيعية بين الشباب والمجموعات القبلية المختلفة. حيث تم إجراء الدراسات لإطلاع الأشخاص على المزيد من الأدلة الواقعية المتعلقة بإيجابيات وسلبيات تغذية الرضع، على سبيل المثال، تعتقد الأمهات اللاتي شملهن الاستطلاع من ماساي ولديهن أطفال تتراوح أعمارهم من حديثي الولادة إلى ستة أشهر أن مزيجاً من حليب الثدي والمكملات الغذائية شبه الصلبة الأخرى يمكن أن يكون وجبة أكثر فائدة ومغذية للطفل. تم إجراء دراسة أعمق لإثبات أن البيان أعلاه ليس في مصلحة الطفل. بمقارنة معدلات الوفيات والمراضة في ماساي وأماكن أخرى، فإن ماساي لديها إحصائيات أعلى لكليهما. قد يكون هذا نتيجة لنقص المعلومات حول توصيات منظمة الصحة العالمية بشأن تغذية الرضع والأطفال. ومع ذلك، أجريت دراسة أخرى في زيمبابوي تتعلق بالرضاعة الطبيعية للرضع أيضاً. لقد أظهرت هذه الدراسة العوامل التي تعارض فكرة الرضاعة الطبيعية الحصرية. وتعاني زيمبابوي من توصيل البراز بسبب الظروف المعيشية السيئة مثل سوء الصرف الصحي للمياه والترطيب. وأجرت هيئة الصرف الصحي وكفاءة التغذية تجربتين أساسيتين في منطقتين لتحسين القيم الغذائية للرضع ولتحسين هذه الظروف لتغذية الأطفال، ولاحظوا خصائص الأسرة والتفاعلات الاجتماعية، ثم قاموا بمقارنتها بكيفية استجابة الطفل. ستساعد هذه التجارب على افتراض وشرح مشاكل الصحة العامة لدى الأطفال. بشكل عام، كانت هناك شرارة من الاهتمام والحماس حول موضوع تغذية الأطفال الرضع، والتي نأمل أن تؤدي إلى التغيير. التغيير لمزيد من الدعم لتغذية الرضع والتغذية سوف يفيد الأطفال.